# Новенький (Краснодарский край)
Новенький — хутор в Успенском районе Краснодарского края России.
Входит в состав Убеженского сельского поселения.
Население — 196 чел. (2010).

## География

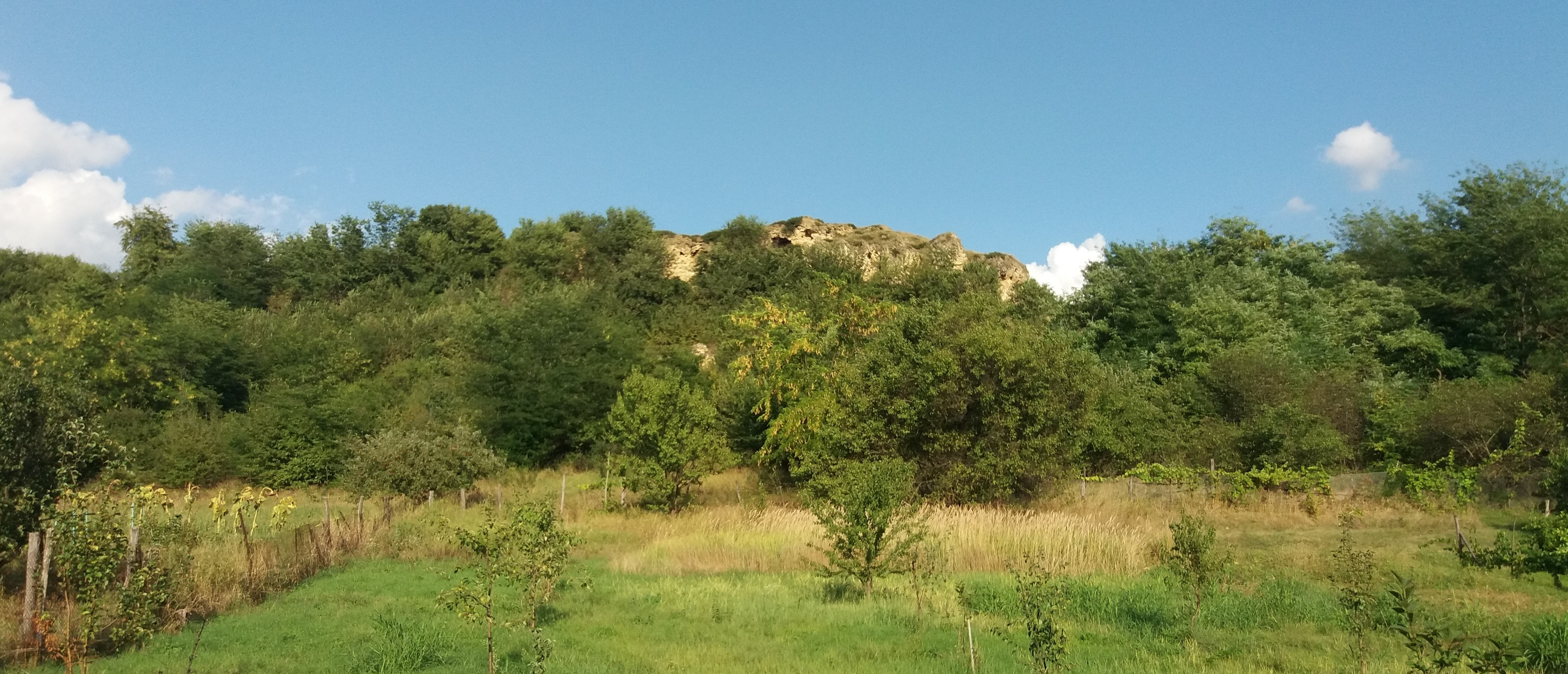
Лободова скала над хутором Новенький

Находится на правом берегу реки Кубань, в 10 км ниже по течению (северо-западнее) центра сельского поселения — станицы Убеженской. Местные жители для обозначения хутора используют также название Кутан.
К северу от хутора на поверхность выходят известковые рифовые образования древнего Сарматского моря, имеющие вид небольших скал.

## История
На месте хутора существовал казачий сторожевой пост. Сюда на ночь съезжались караульные от всех других вышек.
Хутор основан в начале XX века четырьмя семьями казаков-переселенцев из станицы Убеженской. Это Лободы, две семьи Сергеевых и Бардуны.

## Население
| 2002 | 2010 |
| ---- | ---- |
| 240  | ↘196 |